# Kliczków
Kliczków (Duits: Klitschdorf) is een dorp in de Poolse woiwodschap Neder-Silezië. De plaats maakt deel uit van de gemeente Osiecznica en telt 350 inwoners.